# Приборок
Приборок — деревня в Ядровской волости Псковского района Псковской области.
Расположена на левом берегу Черёхи, напротив впадения в неё реки Кебь, в 6 км к востоку от деревни Черёха.
Численность населения деревни по состоянию на 2000 год составляла 14 жителей.